# Приключенческий фильм

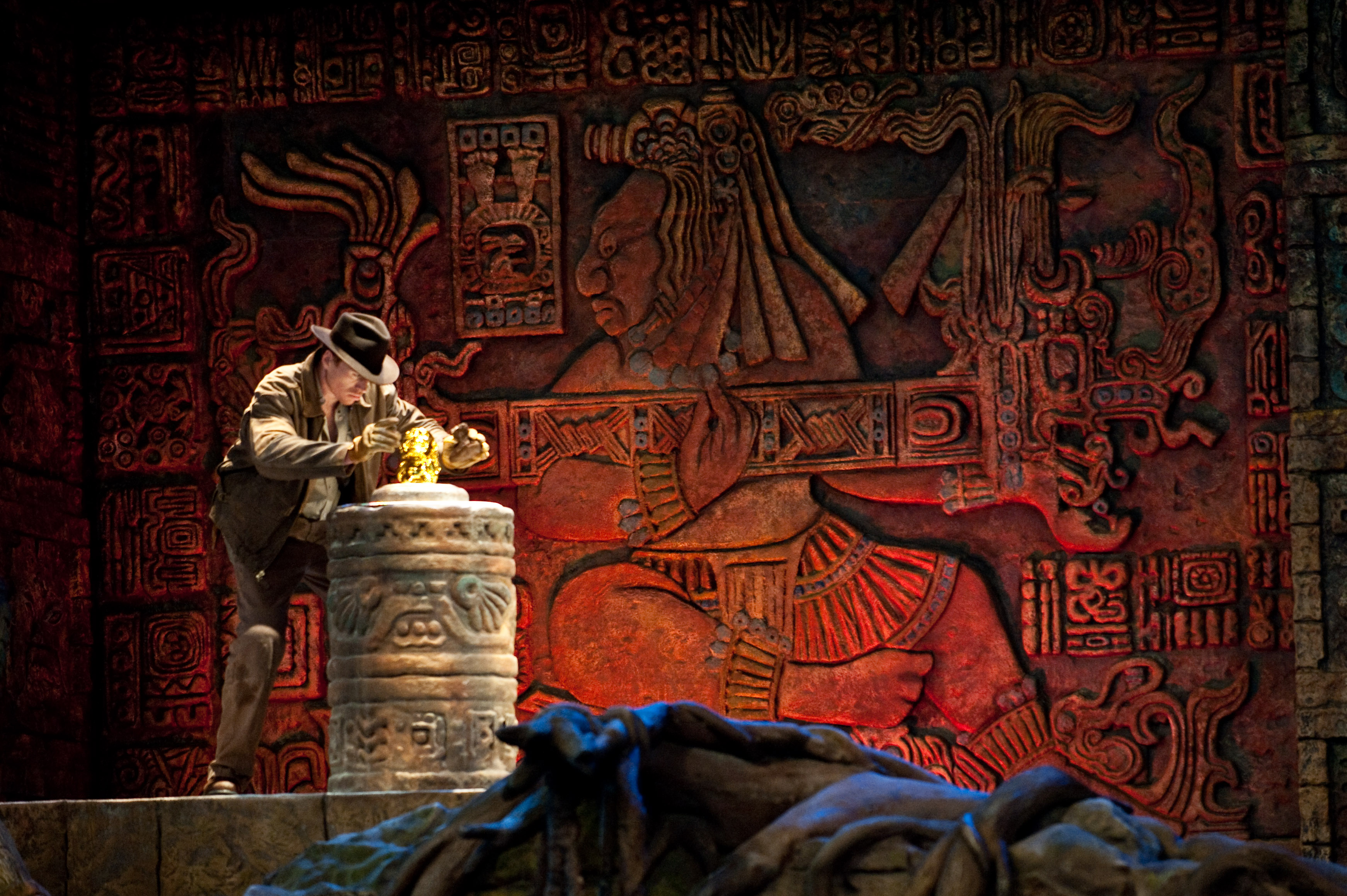
Сцена из фильма «Индиана Джонс: В поисках утраченного ковчега», поставленная в развлекательном парке Диснея.

Приключе́нческий фильм (также Авантюрный фильм) — остросюжетный вид игрового фильма, соответствующий приключенческому роману в литературе. Жанр близок боевику, но, в отличие от последнего, в приключенческих фильмах акцент смещён с грубого насилия на смекалку персонажей, умение перехитрить, обмануть злодея. В приключенческих фильмах героям предстоит оригинально выпутаться из сложных ситуаций. Счастливый конец также очень вероятен.

## Поджанры и виды
Выделяется 8 поджанров приключенческого кино: костюмированное приключение, семейный фильм, фэнтези, романтика, морское приключение, космическое путешествие, приключение отчаянного / головореза (англ. swashbuckler), военное приключение.
Видами приключенческого жанра являются:
- гангстерский фильм зародился на закате немого кино и активно развился в США с появлением звуковых кинофильмов. Картины призваны были доказывать силу правопорядка над организованной преступностью. Примеры: «Подполье» (1927) Джозефа фон Штернберга, «Враг общества» (1931) Уильяма Уэллмана, «Лицо со шрамом» (1932) Говарда Хоукса и ремейк 1983 года, «Маленький Цезарь» (1931), «Я — беглый каторжник» (1932). В послевоенный период гангстерские фильмы возрождаются, а образ гангстеров романтизируется, как, например в «Бонни и Клайд» (1967) Артура Пенна, трилогии «Крёстный отец» (1972—1990) Фрэнсиса Форда Копполы.
- полицейский фильм пришёл на смену гангстерскому в середине 1930-х годов. Примеры: «Джимены» (1935), «Мальтийский сокол» (1941) Джона Хьюстона, «Глубокий сон» (1946) Говарда Хоукса.
- фильм плаща и шпаги (если действие происходит в Европе). Примеры: «Граф Монте-Кристо» (1954), «Орфей» (1950).
- вестерн (если действие происходит на Диком Западе). Примеры: «Большое ограбление поезда» (1903) Э. Портера.
- фильм-катастрофа
- и др.

## Примеры
См.: Категория: Приключенческие фильмы